# سانت لوييس (ساسكاتشوان)
سانت لوييس (بالإنجليزية: St. Louis, Saskatchewan)‏ هي قرية تقع في كندا في List of rural municipalities in Saskatchewan. يقدر عدد سكانها بـ 445 نسمة ومساحتها 1.08 كم2 .

## أعلام
- هوارد آدامز
- لويس شميت
- ويليام ألبرت باوتشر
- جون بي. باوتشر